# Streljivo
Streljivo je naziv za skupinu projektila koji se koriste u ratovanju, uključujući bombe, rakete, bojne glave, nagazne, morske mine, protupješačke mine i metke za vatrena oružja. Izraz koji se također može naći u literaturi, "municija", potječe od francuske riječi la munition, što je cijeli materijal korišten za rat. 
Svrha streljiva ovisi o vrsti streljiva,  : metak služi da stvori unutarnje rane probadajući kožu mete jednim projektilom, dok eksplozivni predmeti koriste ili silu samog eksplodiranja ili šrapnel (komadiće metala ili drugog tvrdog materijala koji se raspršuju, da razrežu i ozljede metu). 
Metak i eksplozivna streljiva se mogu koristiti direktnom paljbom (strijelac vidi svoju metu) ili indirektom paljbom (ljudi minobacača ili topova gađaju mete na daljini 500 m do više km). 

## Vrste streljiva

### Metak
- Sačma, punjenje za sačmaricu se sastoji od čahure i grupacije malih okruglih zrna ili metalnih kuglica (sačma, "shot") određene veličine i broja ovisno o promjeru sačmarice, djele se u "Birdshot", "Buckshot" i "Slug". 
  - Birdshot se sastoji od manjih kuglica, namijenjene za lov na ptice, s desetinama kuglica.
  - Buckshot je namijenjen za lov na Jelene, sačma je puno veća ali i manjeg broja. Slug je jedno zrno, slično obićnom metku koje služi za gađanje precizno na daljinu do 100 metara, brže gubi energiju zbog veličine i mase.
  - Buckshot i slug sačme se koriste protiv i ljudi, slug bolje probada ljudski oklop od sitnih kuglica Buckshot sačme!
- Pištoljsko kalibarski metak je niskokalibarski metak namijenjena za pištolje, slabije puške i kratke strojnice. Zrno ima nisku energiju i brzo gubi većinu te energije na udaljenosti većoj od 100 metara.
- Srednji kalibarski metak je metak srednje snage između puške i pištolja, namijenjen za jurišne puške, osobne strojnice

## Razvoj
Kada je riječ o razvoju streljačkog naoružanja, nerijetko se u drugi plan potiskuje razvoj streljiva, koje se prihvaća i podrazumijeva kao sastavni dio koji ide uz oružje. Ali, činjenice su prilično drukčije, jer svako oružje je izgrađeno ponajprije kao platforma za izbacivanje projektila, pa njegova djelotvornost zapravo ovisi u velikoj mjeri od streljiva koji ispaljuje. Jednostavnije rečeno, bez streljiva vatreno oružje je bezvrijedno, a bez kvalitetnog streljiva loše. Toga su vrlo brzo postali svjesni i konstruktori vatrenog oružja (gotovo od samih početaka njegove proizvodnje), pa se uz razvoj naoružanja počinje posebna pozornost posvećivati i razvoju streljiva. O velikoj važnosti streljiva dovoljno pokazuje i nastanak specijaliziranog znanstvenog polja fizike koje se bavi jedino kretanjem projektila na putanji - balistike (kako na slobodnom dijelu putanje tako i u cijevi). 
U oružarskoj praksi vrlo često je oružje konstruirano za pojedini metak, a ne obrnuto kako se obično misli. Naime, u zrelijem razdoblju oružarstva (kada je već stvoren jedinstveni metak) eksperimentiranjem s različitim vrstama streljiva i kalibrima profiliralo se streljivo najboljih balističkih odlika, koje je postalo predložak za razvoj platformi iz kojih je ispaljivano - drugim riječima, oko formiranog metka razvijalo se oružje koje je moglo najbolje iskoristiti njegove balističke odlike. Ipak, takav razvojni put nije bio ni kratak ni jednostavan. Općenito, povijest streljiva je povijest spajanja njegove tri osnovne komponente - projektila, potisnog punjenja (baruta) i sredstva za paljenje baruta. Cjelokupni razvoj vatrenog oružja počinje pojavom i uporabom crnog baruta, kao prvog eksploziva, a ujedno i prvog potisnog punjenja na europskim prostorima. O pronalasku crnog baruta nema točnih podataka, međutim prema nekim povijesnim istraživanjima pouzdano je utvrđeno da se rabio u Kini za izradu pirotehničkih sredstava, ali i za vojne potrebe još prije nove ere. Iz radova Rogera Bacona ("Opus Maius") i Albertusa Magnusa von Bollstädta ("De Mirabilibus Mundi") može se zaključiti da je crni barut bio poznat u Europi još u XIII. stoljeću (u navedenim djelima uglavnom su detaljno opisane postupci za dobivanje crnog baruta i njegov sastav), a za vojne svrhe je najvjerojatnije prvi put uporabljen u bitki kod Cividale del Friuli 1331. godine, o čemu postoje pouzdani podaci (prema opisima bitke iz zapisa kroničara tog vremena, riječ je bila o primitivnim bombardama iz kojih su pomoću crnog baruta ispaljivani kameni projektili, međutim ta oružja nisu sačuvana). Većina vojnih povjesničara suglasna je da je uporaba crnog baruta i prvobitnog topništva bila vrlo vjerojatna i u bitki kod Crecyja 1346., a nakon Stogodišnjeg rata proširena je po cijeloj Europi.

### Razvojni put pješačkog streljiva na crni barut
Pješačko vatreno oružje javlja se nakon topništva, pa su prve ručne kulevrine (u velikoj mjeri umanjene kopije tadašnjih topničkih oružja) šire rabljene nakon bitke kod Perugije 1364., dok se arkebuze kao preteča pušaka javljaju tek nakon 1470. Streljivo za to oružje gotovo nije postojalo u današnjem poimanju, već su sve komponente rabljene odvojeno. Crni je barut bio jedino potisno punjenje, a kako je inače osjetljiv na trenje i plamen, rabljen je i kao pripala glavnog punjenja. Projektili u prvo vrijeme nisu posebno rađeni, već je rabljeno kamenje iz okoliša. Naravno, gubitak barutnih plinova kroz međuprostore takvog projektila u cijevi bio je iznimno velik, pa o nekoj preciznosti nije moglo biti ni govora, a i njihov učinak na cilju bio je problematičan (za razliku od topničkih projektila koji su zadržali znatnu kinetičku energiju ponajprije zahvaljujući svojoj većoj masi). Osim toga, nisu bili rijetki slučajevi da su barutni plinovi istekli iz cijevi kroz te međuprostore dok je projektil ostao u njoj zaglavljen. Vojnici naoružani vatrenim oružjem relativno brzo su uočili da glatko i zaobljeno kamenje (npr. iz riječnog šljunka) znatno bolje naliježe uz cijev, te ima veću brzinu i znatno ubojitiji učinak na cilju, pa su ga počeli oblikovati (obično u kuglu koja se pokazala najstabilnijim oblikom projektila u letu), a potom izrađivati i iz metala. Tako je stvoreno prvobitno puščano zrno. Kada su nastale arkebuze, metalne kugle su već bile široko rasprostranjene kao standard puščanih zrna. Kako je proces punjenja arkebuze bio dosta zahtjevan i dugotrajan, pješaštvo je formiralo nekoliko linija – prva gađa, druga se priprema za gađanje, a ostale pune oružje. Naime, da bi arkebuza bila spremna za gađanje, bilo je potrebno napuniti je barutom koji se usipavao kroz usta cijevi, nakon toga metalnom šipkom taj barut se morao nabiti, stavio se projektil i potisnuo do barutnog punjenja. Potom se usipavala manja količina baruta u mali otvor na kraju cijevi koja je služila kao pripala, a nakon toga u mehanizam za okidanje stavljao se fitilj, mehanizam se zapinjao, fitilj bi se pripalio i arkebuza je konačno bila spremna za opaljenje. Zbog nepreciznosti arkebuza i njihova relativno kratkog dometa, znatno veći učinak postizan je istodobnim ispaljenjem pušaka većeg broja strijelaca - plotunom, koji postaje osnovni oblik njihove uporabe.
Ovakav način uporabe vatrenog oružja bio je ne samo prilično kompliciran već i opasan za njegova korisnika, jer se vrlo rijetko (pogotovo u dinamici borbe) mogla precizno odrediti optimalna količina baruta za ispaljivanje projektila. Ako bi se usipala premala količina, projektil je mogao ostati zaglavljen u cijevi, ili bi njegov domet bio znatno manji (što je bio češći slučaj), a ako bi se stavila prevelika količina baruta, moglo je doći do eksplozije cijevi (obično s teškim posljedicama za strijelca). Da bi se takve situacije izbjegle, arkebuziri, a poslije i mušketiri počinju prije bitke "pakirati" točno odmjerene doze baruta potrebne za jedno punjenje u kožne, metalne ili drvene posudice, koje nose na pojasu ili preko ramena. Na taj način više nisu morali u dinamici bitke procjenjivati količinu baruta usipanu u svoje oružje, a prostor za pripalu je ionako bio malog kapaciteta u koji nije ni moglo stati previše ili premalo baruta. Istodobno, dolazi i do promjena u materijalu iz kojeg su rađena zrna. Kamene i željezne kugle pokazale su se prilično nespretnim rješenjem za streljačko oružje, jer su češće zaglavljivale u procesu punjenja, a osim toga "napuhnuća" pa i prskanja cijevi oružja bila su vrlo česta pojava. Rješenje je bilo u izradi projektila od metala koji bi bio mekši od cijevi, pa bi se tijekom punjenja lakše mogao potisnuti do baruta, a pri opaljenju ne bi    oštetio cijev. Gotovo idealnim za tu svrhu pokazalo se olovo koje je bilo znatno mekše od čelika za izradu cijevi, te dovoljno niskog tališta da se i bez složenijeg alata ili postupaka može oblikovati u kugle i u terenskim uvjetima. Osim toga, olovo je znatno teže od željeza, pa projektili izrađeni od njega imaju znatno veću masu od željeznih projektila istog promjera, zbog čega su imali i veću kinetičku energiju. To je omogućilo smanjivanje kalibra cijevi na 13–19 mm. Da bi se dodatno smanjio prolazak barutnih plinova kroz međuprostor između projektila i cijevi, olovna zrna su prilikom punjenja umatana u navošteni papir ili masne krpice, a potkraj XVIII. stoljeća između baruta i zrna počinje se stavljati podložak od pusta (filca). 
Pošto je 1515. godine u Nürnbergu izumljen mehanizam za opaljenje na kremen, počelo je prilično dugotrajno razdoblje razvoja pušaka i pištolja kremenjača koji su u operativnoj uporabi zadržani gotovo do sredine XIX. stoljeća. Podjela razvoja streljačkog oružja u dva smjera - pištolja i pušaka, bila je uvjetovana potrebama dvaju osnovnih rodova vojske tog doba (konjaništva i pješaštva), međutim streljivo za oba tipa oružja bilo je isto (jedino se kod manjih pištolja u cijev usipavalo manje baruta – jedino zbog ograničenog obujma cijevi). Zajednička im je bila i velika nepouzdanost - gotovo svako sedmo oružje je u borbenim uvjetima zatajivalo. Osnovni razlog za to bila je velika osjetljivost crnog baruta na vlagu (već s 2% vlage u svom sastavu crni barut je neuporabljiv za streljivo) te nesavršenost mehanizma za okidanje. U slučaju borbe po kišnom vremenu, vatreno oružje je bilo doslovno beskorisno, zbog čega se uvijek proizvodilo s odgovarajućom alternativom. Kod puške to je standardno bila bajuneta
, koja postaje njezin sastavni dio i u borbenim uvjetima se nikada nije skidala s cijevi oružja, dok je kod pištolja donji dio drške izrađivan u obliku masivne kugle (da bi se mogao rabiti kao priručni buzdovan), ili j izveden u obliku sjekire ili čvrstog šiljka, a bilo je vrlo maštovitih konstrukcijskih rješenja, ali nikada u većem broju. 
Da bi se koliko-toliko zaštitio barut od vlage, vojnici ga počinju umatati u masni papir (s vanjske strane bio je premazan lojem ili voskom, da bi postao nepropustan za vlagu). Vrlo brzo došli su na zamisao da se zajedno s odgovarajućom količinom baruta potrebnog za jedno ispaljenje zapakira i zrno, čime je stvorena preteča metka - fišek ili naboj. Naboji su u velikoj mjeri povećali i brzinu gađanja, jer je načelo punjenja oružja postalo znatno jednostavnije. Strijelac je prije gađanja morao samo rastrgnuti dno naboja, dio baruta usipati u barutnu komoru za pripalu, a ostatak šipkom potisnuti do dna cijevi. 
Novi kvalitativni iskorak u razvoju streljiva potaknuli su engleski oružar Alexandar Forsyth 1807. konstrukcijom perkusijskog sustava paljenja i Joseph Eggs 1815. godine stvaranjem kapisle na praskavu živu (živin fulminat). Opet je znatno pojednostavljen proces punjenja oružja, jer sada više nije trebalo trgati naboj, već ga samo staviti u cijev i potisnuti šipkom do dna. Nakon toga zapinjao se udarač, stavila kapisla u svoje ležište i oružje je bilo spremno za gađanje. Ne samo da se na ovaj način znatno povećala brzina gađanja već je oružje postalo i znatno pouzdanije i otpornije na vanjske utjecaje, a kako vlaga nije smetala perkusijskom paljenju, moglo se gađati i za vrijeme kiše. Osim toga, kod perkusijskih pušaka barutno punjenje moglo se smanjiti gotovo do jedne četvrtine, pri čemu se zadržavao isti domet i djelotvornost, jer se smanjivao i jak povratni trzaj na rame strijelca i time povećavala preciznost gađanja. Olovna zrna više nisu izrađivana prešanjem nego lijevanjem, čime se ujednačila njihova kompaktnost i čvrstoća, što je zajedno s uvođenjem perkusijskog mehanizma omogućilo smanjivanje kalibra te time proizvodnju lakših pušaka. 
Dodatno smanjivanje kalibra omogućila je revolucionarna konstrukcija francuskog satnika Claudea Étiennea Miniéa, koji je 1847. godine stvorio novi tip cilindričnog puščanog zrna manjeg kalibra od puščane cijevi i šupljeg dna, koje je bilo namijenjeno ponajprije puškama s užljebljenim cijevima. Naime, potkraj XVIII. stoljeća u operativnu uporabu se počinju uvoditi prve puške s užljebljenim cijevima, koje se na prvi pogled nisu u većoj mjeri razlikovale od glatkocijevnih kremenjača, ali su se pokazale znatno preciznijim i uspješnijim za precizna gađanja na veću udaljenost, zbog čega ih sve više počinje rabiti lako pješaštvo. Ne samo da je njihova proizvodnja bila skuplja i zahtjevnija od glatkocijevnih kremenjača nego je i postupak punjenja bio znatno sporiji i kompliciraniji, zbog čega dugo vremena nisu naišle na širu primjenu u linijskom pješaštvu. Premda su i puške s užljebljenom cijevi tog vremena punjene sprijeda (na usta cijevi), Miniéovo zrno bilo je relativno lako umetnuti u malo širu cijev i potisnuti je do barutnog punjenja. Prilikom opaljenja barutni plinovi bi ušli u šupljinu dna zrna i proširili njegove bočne strane koje bi se urezale u žljebove cijevi pa bi zrno tako dobilo potrebnu rotaciju. Učinak bi se dodatno pojačavao ako se u šuplje dno zrna ugradio mali metalni ili drveni klin ili konveksna pločica. Uvođenje Miniéovog zrna dodatno je utjecalo na povećanje preciznosti i smanjenje kalibara streljačkog oružja, jer projektil postaje duguljast pa smanjivanjem kalibra i dalje zadržava istu masu. Osim toga, ostvaruje stabilizaciju na putanji rotacijom oko svoje uzdužne osi zbog čega je znatno preciznije, a u cilj udara sa znatno manjom površinom, pa se povećava njegova probojnost i samim time ubojitost. Užljebljene perkusijske puške s Miniéovim zrnima su najveći stupanj razvoja sprednjača (pušaka koje se pune s prednje strane - kroz usta cijevi).
S druge strane, problem punjenja sprednjača postao je vrlo aktualan sve širom uporabom užljebljenih pušaka (bez obzira na Miniéovo zrno koje je samo donekle olakšalo cijeli postupak), a osim toga sve više se osjećala potreba za punjenjem pušaka iz ležećeg i klečećeg stava, što kod sprednjača nije bilo moguće. Iako su puške zadnjače pronađene još potkraj XVII. stoljeća, njihov daljnji razvoj postao je nužna potreba tek sredinom XIX. stoljeća, na što je odlučujući utjecaj imala pojava sjedinjenog metka. Isti takav utjecaj na cjelokupnu koncepciju daljnjeg razvoja streljačkog naoružanja imao je njemački konstruktor Johann Nikolaus von Dreyse, koji je 1831. stvorio prvu pušku sa zatvaračem i posebno za nju konstruiran jedinstveni metak s umetnutom kapislom. Za razliku od svih dotadašnjih pušaka, kod Dreyseova modela je za punjenje samo trebalo otvoriti zatvarač, pomaknuti ga u zadnji položaj i u ležište metka na zadnjaku staviti već gotov, jedinstveni metak, zatvoriti zatvarač i puška je bila spremna za gađanje. U zatvaraču je bila smještena dugačka igla koju je prilikom okidanja prema naprijed potisnula jaka udarna opruga (napinjanje opruge izvodilo se istodobno s otvaranjem zatvarača i njegovim povlačenjem u zadnji položaj). Igla je probila dno metka (omot naboja je i dalje bio napravljen od papira), prošla kroz barutno punjenje i udarila u kapislu smještenu na nosaču zrna koja je plamenom aktivirala barutno punjenje. Prilikom izgaranja barutnog punjenja izgorio bi i papir u koji je bio umotan metak i svi proizvodi izgaranja izlazili bi zajedno s izbacivanjem zrna. Ta puška omogućila je znatno veću brzinu gađanja (10-12 hitaca/min) od klasičnih perkusijskih pušaka (1-3 hitaca/min), a osim toga bila je još manje podložna nepovoljnim vremenskim uvjetima od perkusijskih pušaka. Unatoč njezinim nepobitnimnim prednostima, puška sustava Dreyse uvedena je samo u naoružanje pruskih oružanih snaga, a tek nakon Prusko-austrijskog rata 1866. u kojem je Dreyseova puška pokazala svu svoju nadmoć, većina zemalja počinje razvoj vlastitih pušaka slične konstrukcije i usvaja jedinstveni metak.

### Metalna čahura
Papirnati ili platneni naboji bili su prilično nespretni za rukovanje u stresnim uvjetima borbe, te još uvijek vrlo osjetljivi na transport i vlagu, zbog čega je prvi sjedinjeni metak s metalnom čahurom od bakrenog lima i inicijalnom smjesom utisnutom u rubu njezina šupljeg dna konstruirao francuski oružar Louis Nicolas Auguste Flobert 1841. godine (po njemu su nazvane malokalibarske puške na streljivo s rubnim paljenjem - "flobertice", izraz koji se i danas često rabi u razgovornom izričaju). Taj metak vrlo brzo su uveli kao standard streljiva za svoje revolvere Smith & Wesson, nakon čega ulazi u široku primjenu, međutim u Francuskoj je razvoj streljiva otišao u drugom smjeru Lefaucheuxovom konstrukcijom metka s iglom. Za razliku od metka s rubnim paljenjem, Lefaucheuxov metak morao se vrlo pažljivo umetnuti u cijev ili revolversku komoru u točno određenom položaju da bi udarač mogao udariti po igli i time ostvariti opaljenje, što je bilo prilično nepraktično rješenje koje je znatno produžavalo proces punjenja. Zbog toga izvan Francuske i njezinih kolonija ova konstrukcija nije zaživjela u većoj mjeri, a relativno brzo je napuštena i u samoj Francuskoj. Zanimljivo je da se Lefaucheuxov metak i dandanas rabi, ali samo u lovačkom oružju. Ali, kako je riječ o rijetkim primjercima koje rabe ekscentrični (uglavnom i vrlo bogati) lovci, proizvodi se obično u malim, manufakturnim radionicama i u relativno malim serijama.
Krajem Američkog građanskog rata pukovnik Hiram Berdan je 1865. patentirao kapislu koja se počela montirati u sredinu dna čahure i time je započeo razvoj metka sa središnjim paljenjem (centerfire), koji se i dandanas zadržao kao temeljni standard vojnog, lovačkog i sportskog streljiva. Metak s rubnim paljenjem zadržao se samo u malom kalibru .22 Short; .22 Long Rifle i .22 WMR jedino u sportskom i rekreacijskom streljaštvu. 
Prava revolucija u razvoju streljiva nastala je pronalaskom i uvođenjem malodimnih baruta u operativnu uporabu, za što su posebno zaslužni francuski kemičar Paul Vieille koji je želatinizacijom nitriranog pamuka 1884. godine dobio nitrocelulozni barut i Alfred Nobel koji je četiri godine poslije stvorio nitroglicerinski barut balistit. Malodimni baruti imaju znatno veću energetsku moć od crnog, a kalorična vrijednost im se može prilagođavati raznim dodacima. Kako u znatno kraćem vremenu razvijaju veću količinu plinovitih proizvoda, malodimni baruti su znatno kvalitetnije potisno punjenje, koje omogućava veće polazne brzine zrna nego što je to mogao crni barut i u mnogo većoj količini punjenja. Osim toga, malodimni baruti prilikom izgaranja gotovo u potpunosti prelaze u plinsko stanje, uz vrlo malo krutih proizvoda (za razliku od crnog baruta koji ima oko 50% krutih proizvoda izgaranja), zbog čega je ispaljenje projektila praćeno s vrlo malo dima. S druge strane, opaljenjem metka s crnim barutom stvarala se velika količina gustog bijelog dima uočljiva i na većim daljinama. Na kraju, malodimni baruti, zahvaljujući svom kemijskom sastavu, gotovo su neosjetljivi na vlagu. Zbog svojih nesumnjivih prednosti, malodimni baruti vrlo brzo su nakon početka njihove industrijske proizvodnje potpuno potisnuli crni barut kao potisno punjenje u svim vrstama streljiva (kako kod pješačkog tako i kod topničkog naoružanja). 
Otprilike u isto vrijeme uočen je problem koji se javljao kod užljebljenog oružja - tzv. poolovljavanje cijevi, odnosno nakupljanje olova sa zrna u žljebovima cijevi, koje se nije moglo odstraniti uobičajenim čišćenjem. Te nakupine su postupno smanjivale urezivanje zrna u žljebove i skraćivale njegovo okretanje oko uzdužne osi, zbog čega je postajalo nestabilno na svojoj balističkoj putanji. S vremenom bi cijev oružja postala gotovo potpuno glatka, a samim time oružje bi postalo neupotrebljivo (moglo je pucati, ali je bilo krajnje neprecizno). Poolovljavanje cijevi bilo je izraženo već pri uporabi crnog baruta, a s energetski znatno jačim malodimnim barutima vrlo brzo bi postalo ozbiljan problem. Drugim riječima, bilo je potrebno potražiti neki novi metal, koji bi imao pozitivna svojstva olovno-antimonove legure (široko rabljene za streljačka zrna), a ne bi se nakupljao u žljebovima cijevi. Rješenje je bilo u stvaranju tzv. košuljice zrna - tankog bakrenog (ili od legure bakra) sloja oko olovno-antimonovog zrna. Prvu košuljicu zrna izradio je švicarski pukovnik Edward Rubin još 1882., međutim u širu uporabu uvedena je 1886. u francuskim oružanim snagama za pušku Lebel M1886. Od tada je streljivo za pješačko naoružanje poprimilo oblik koji se manje-više nepromijenjen zadržao do današnjih dana u najširoj uporabi.
Razvojem streljiva u velikoj je mjeri porasla njegova pouzdanost, pa otkazivanja opaljenja postaju rijetkost.
Došlo je do vrlo oštrog i jasnog razgraničenja između streljiva za puške i pištolje (revolvere), ponajprije zbog velike razlike u namjeni "kratkog" i "dugog" oružja, te u skladu s tim i različitim taktičko-tehničkim i balističkim zahtjevima koji su postavljani za njihovo streljivo. Pojedini proizvođači oružja (gotovo jedino u SAD-u) pokušali su potkraj XIX. stoljeća napraviti određeni kompromis konstrukcijom revolvera i puške za koje bi rabili isto streljivo, vodeći se praksom većine Amerikanaca koji su naseljavali zapadne teritorije da gotovo redovito posjeduju i pištolj i pušku. Nabava jedne vrste streljiva bila bi jednostavnija, a u slučaju potrebe mogućnost uporabe istog streljiva iz puške ili iz pištolja mogla se pokazati vrlo korisnom za preživljavanje u krajnje nesigurnim uvjetima Divljeg Zapada. Isto tako, proizvođačima oružja posao bi bio znatno olakšan, jer bi veliki dio alata bio kompatibilan i uporabljiv u proizvodnji pušaka i pištolja. 
Vrlo brzo je stvoren široki asortiman istog streljiva za pušku i revolver, kao što su .32-20 Winchester, .44-40 Win., .38-40 Win., .45-70 Gov. i drugi, međutim u praksi se pokazalo da to streljivo i nije najbolje rješenje. Puške koje su ga rabile imale su znatno kraći domet i manju preciznost, te manju probojnost od one koja se tražila za vojne potrebe, pa osim streljiva .45-70 Gov. ni jedno nije uvedeno u službeno naoružanje bilo čijih oružanih snaga. S druge strane, iako su u to vrijeme revolveri već bili dovoljno snažni i tehnički dotjerani da su mogli izdržati ispaljenje tako snažnog streljiva, gađanje iz njih bilo je prilično otežano vrlo snažnim trzajem, što je zahtijevalo dobru uvježbanost i kondiciju strijelca. Ukratko, ta vrsta streljiva uvedena je u ograničenu komercijalnu uporabu (još i dan-danas proizvode se i rabe neki od navedenih kalibara, obično u lovu i nekim sportskim streljačkim disciplinama, te kod kolekcionara), međutim od početka prošlog stoljeća prevladala je stroga podjela na pištoljsko i puščano streljivo, dok ovo "univerzalno" više nije razvijano. Iznimka je metak .30 Carbine, primarno proizveden i rabljen za poluautomatski karabin M1, a nakon II. svjetskog rata počeli su se proizvoditi velikokalibarski pištolji kao što su AMT AutoMag III i revolveri u tom kalibru. 

### Streljivo za pištolje i revolvere
Pištoljsko i revolversko streljivo je zbog dimenzija oružja u kojem se rabi i namjene (bliska borba na malim udaljenostima) manje i slabije od puščanog, te drugačije konstrukcije zrna. Naime, kako su pištolji i revolveri samo oružja za blisku borbu, najvažnije svojstvo njihovog streljiva mora biti dobra zaustavna moć, odnosno sposobnost privremenog onesposobljavanja protivnika, da ne bi mogao ugroziti korisnika oružja. U praksi to se postiže što većom predajom kinetičke energije zrna na cilj, pri čemu, naravno, projektil mora imati dovoljno energije za onesposobljavanje živog cilja. Premda se pištolji i revolveri rabe za blisku borbu, aerodinamični oblik zrna nema veće značenje, zbog čega su najčešće ovalnog oblika, ali da bi se postigao najbolji zaustavni učinak, česte su i druge konstrukcije, pa je za to streljivo razvijen veliki broj zrna različitog oblika i kalibara. Temeljno načelo kojim su se vodili proizvođači streljiva bilo je stvoriti zrno koje se pri udaru u cilj deformira, predajući što je moguće više svoje kinetičke energije cilju da bi se postiglo privremeno onesposobljavanje. Naravno, uz samu sposobnost deformacije, bilo je nužno zadržati i dovoljnu prodornost projektila da bi mogao prodrijeti do vitalnih organa. 
Osobito veliki raspon različitih kalibara, jačine streljiva i oblika zrna razvijao se za revolvere, što su omogućavale konstrukcijske odlike tog oružja koje nije osobito osjetljivo na oscilacije u barutnom punjenju i oblik zrna koje se iz njega ispaljuje. Zbog toga je kod revolvera moguća čak i konverzija različitih vrsta streljiva, naravno uvažavajući osnovno pravilo da se u revolveru tvornički konstruiranom za jače streljivo može rabiti samo slabije (npr. iz revolvera kalibra .357 Magnum može se bez ikakvih problema ispaljivati i .38 Special, pa i pištoljsko 9mm Para - uz uporabu odgovarajućih adaptera za zadržavanje u bubnju), međutim uporaba streljiva .357 Magnum u pištolju .38 Special nije preporučljiva, ako bi se uopće i uspjelo ugurati u komore bubnja). Uglavnom, rijetko koja vrsta oružja je proizvođena u tako velikom broju kalibara i za toliko različito streljivo kao što su revolveri, a koje se kretalo od Flobertovog metka s rubnim paljenjem preko malog streljiva .22 Short pa sve do impresivnog .454 Casull. Unatoč tomu, vrlo brzo je postao popularan određeni broj kalibara za koje je veliki broj proizvođača oružja počeo raditi svoje revolvere. Primjerice, potkraj XIX. i početkom XX. stoljeća jedan dosta popularan revolverski kalibar bio je danas već potpuno zaboravljeni, inače prilično dugačak metak rabljen u velikom broju malih ("džepnih") revolvera. Sredinom prošlog stoljeća revolver postaje jedino policijsko i obrambeno oružje, pa je i raznovrsnost kalibara u kojima se proizvodio nešto smanjena, iako se i dandanas proizvodi za "najšarolikiji" raspon streljiva od svih vrsta streljačkog oružja. Osim velikog broja revolvera koji se proizvode u malim kalibrima za streljivo s rubnim paljenjem (.22 Short, .22LR i .22 WMR), najčešći revolverski kalibri danas su .38 Special, .357 Magnum, .44 Magnum i .45 Colt. Iako su revolverski kalibri svedeni na nekoliko najčešće rabljenih, premda je uglavnom riječ o policijskom i obrambenom oružju, još uvijek se nastavlja eksperimentiranje s raznim materijalima i konstrukcijama zrna da bi se dobila što bolja zaustavna moć. 
U relativno dugom razdoblju od 1836. do 1893., revolveri su bili jedino djelotvorno ručno vatreno oružje, a tada je konstruiran prvi operativni poluautomatski pištolj Borchardt C-93. Unatoč kvalitetnoj konstrukciji taj pištolj nije našao vojnu primjenu zbog velikih dimenzija i nespretnosti u rukovanju, pa je izrađeno samo oko 3000 primjeraka, a njegovoj popularnosti nije pridonijela ni montažna kundak-futrola, kojom se relativno jednostavno pretvarao u svojevrsni karabin čime se u velikoj mjeri povećavala preciznost gađanja. No, vrlo brzo nakon pojave Borchardta konstruiran je izvrsni poluautomatski pištolj Mauser C96 kalibra 7,63×25mm, koji je za razliku od svog prethodnika postigao iznimni komercijalni uspjeh u relativno kratkom razdoblju nakon uvođenja u operativnu uporabu. Mauser C96 je postao i prvi poluautomatski pištolj u vojnoj uporabi, koji su masovno rabile obje zaraćene strane u Burskom ratu. Nakon tog rata našao je vrlo široko tržište u Rusiji, gdje su ga masovno kupovali časnici Carske vojske, a pokazao se i vrlo kvalitetnim naoružanjem za konjaništvo, jer se futrola jednostavno montirala na njega kao kundak. Kapacitet spremnika iznosio je 10 metaka, a djelotvorni domet 100 m, što je uz poluautomatski režim paljbe činilo vrlo ozbiljno oružje koje je moglo poslužiti umjesto karabina (te prednosti su osobito uočili kozaci među kojima je Mauser C96 postao prestižno oružje). Drugim riječima, s Mauserom je započelo novo razdoblje u razvoju ručnog vatrenog oružja, a poluautomatski pištolj počeo je polako, ali nesmiljeno potiskivati revolver iz vojnog naoružanja. 
Osnovna prednost pištolja pred revolverom bilo je znatno brže i jednostavnije punjenje, veći spremnik za streljivo i znatno veća praktična brzina gađanja, što mu je omogućavalo veću paljbenu moć, a osim toga, zbog konstrukcijskih osobina bio je u prosjeku malo precizniji od revolvera. Sasvim dovoljno da u vojnom načinu razmišljanja prevagne nad revolverom, bez obzira na neke bolje osobine revolvera (ponajprije veća pouzdanost, manja osjetljivost na nekvalitetno streljivo i jednostavnije rukovanje). 
S druge strane, upravo zbog svojih konstrukcijskih osobina, automatika pištolja bila je osjetljiva na kvalitetu streljiva (misli se ponajprije na ujednačenost i kvalitetu barutnog punjenja), te na oblik zrna (pištolji su u prvo vrijeme vrlo rijetko mogli rabiti streljivo s različitim oblicima zrna, a da pri tome ne dođe do zastoja). Tako se streljivo za pištolje već na prvi pogled razlikovalo od revolverskog (prije svega pištoljskom streljivu nije trebao rub na dnu čahure, da ne bi "propalo" kroz komoru bubnja, već žljeb za koji se zakvačio izbacivač čahura prilikom automatskog rada), a osim ograničenja u obliku i konstrukciji zrna (pištolji su najčešće rabili ovalna zrna s punom metalnom košuljicom) moralo se voditi računa o ujednačenom barutnom punjenju. Zbog tih ograničenja razvoj pištoljskog streljiva nikada nije dostigao toliku raznovrsnost po kalibrima i obliku zrna kao revolverskog, iako su i oni proizvedeni u prilično velikom broju od kojih je većina i danas u uporabi. S druge strane, količinski je ovo streljivo proizvođeno u golemim količinama (znatno većim nego revolversko), osobito pošto su se pojavile kratke strojnice i počele rabiti u oružanim snagama. Upravo su kratke strojnice (znatno više nego pištolji) zaslužne za razvoj pištoljskog streljiva i njegovo zadržavanje u vojnim arsenalima do današnjih dana. 
Najčešće rabljeno pištoljsko streljivo danas je .380 ACP, 9mm Para/Luger, .40 S&W, .357 SIG, .45 ACP/Auto, 10mm Auto. Među ovim streljivom postoji vrlo jasna razlika između civilnog (komercijalnog) i vojnog, pri čemu se manje snažno streljivo uglavnom smatra komercijalnim i za civilne obrambene potrebe. U to se ponajprije ubraja metak. 
Među zapadnoeuropskim zemljama proširio se njemački metak 9×19mm Para(bellum)/Luger koji je još prije II. svjetskog rata postao službeni vojni metak velikog broja europskih zemalja, pa je i dandanas službeno pištoljsko streljivo oružanih snaga zemalja NATO-a i jedno od najviše rabljenih komercijalnih streljiva u svijetu. U II. svjetskom ratu proizveden je u golemim količinama, jer su ga u svojim kratkim strojnicama rabile sve zaraćene strane, osim Francuske, SAD-a i SSSR-a. Svojedobno je gotovo jednako tako bio zastupljen i američki vojni metak .45 ACP (11,43×23mm), zbog svoje snažne zaustavne moći rabljen je i za vojno i za policijsko oružje, međutim danas ga u oružanim snagama SAD-a sve više potiskuje 9mm Para. Zanimljivo je da metak 10mm Auto, unatoč znatno boljim balističkim osobinama i znatno većoj zaustavnoj moći od 9mm Para, nikada nije uveden u vojnu uporabu, što prije svega mnogo pokazuje o konzervativizmu vojnih krugova i priličnoj inertnosti vojno-industrijskih kompleksa (metak 9mm Para konstruiran je 1908. i masovno je rabljen u oba svjetska rata, dok je 10mm Auto star "samo" 17 godina - stvoren je za pištolj Bren Ten proizvođača Dornaus & Dixon).

### Streljivo za puške
Za razliku od pištoljskog i revolverskog streljiva, koje je proizvođeno za različite namjene u brojnim kalibrima i oblicima, pred vojno puščano streljivo već na samom početku postavljeni su jasni zahtjevi, omogućeni tadašnjim tehnološkim razvojem, a većina je svedena na znatno veću probojnost i znatno veći domet od revolverskog i pištoljskog streljiva. Potkraj XIX. stoljeća standard za puščano streljivo u većini europskih vojski je mogućnost obaranja konjanika na udaljenosti najmanje 1000 m (u to vrijeme osnovni oblik gađanja još uvijek je bila plotunska paljba na masovne ciljeve). Da bi dobili bolje balističke odlike, puščana zrna postaju šiljasta, a u pojedinim slučajevima dobivaju i zadnji konus, čime su smanjene zračne turbulencije na balističkoj putanji te time poboljšan domet i preciznost.
Većina europskih oružanih snaga preuzima šiljati oblik puščanog zrna s punom metalnom košuljicom potkraj XIX. stoljeća (osim Austro-Ugarske koja zadržava ovalni vrh zrna do kraja I. svjetskog rata, iako je uvela i novi metak sa šiljastim zrnom, te Italije koja je zadržala ovalno zrno do kraja II. svjetskog rata), što je postao standard koji se zadržao do današnjih dana. S druge strane, svaka industrijski razvijenija država proizvodila je vlastito pješačko naoružanje u vlastitom kalibru usvojenom na nacionalnoj razini, što nije bio samo izraz nacionalnog ponosa, već i prepoznatljiva odlika njihovih oružanih snaga, pa čak i kada su proizvodili oružje po stranoj licenciji (primjerice standardno oružje njemačkih oružanih snaga bila je izvanredna puška Mauser K98 u kalibru 7,92×57mm; u Španjolskoj inačica iste Mauserove puške u kalibru 7×57mm; u Švedskoj inačica te puške u kalibru 6,5×55mm; u Turskoj inačica u kalibru 7,65×53mm itd.). Kada je započela operativna uporaba strojnica, one su konstruirane tako da rabe nacionalno puščano streljivo, što je u velikoj mjeri olakšavalo opskrbi postrojbi i izmjenjivost streljiva u slučaju potrebe. S druge strane, masovna proizvodnja puščanog streljiva koje se sada, osim za puške kao osnovno naoružanje vojnika, rabilo i za strojnice kao najveće potrošače streljiva, dodatno je učvrstila "nacionalnu komponentu" usvojenog i standardiziranog puščanog kalibra, što ostaje nepromijenjeno gotovo do završetka II. svjetskog rata. Drugim riječima, većina zemalja sudionica II. svjetskog rata ušla je u rat s puščanim streljivom usvojenim u naoružanje još potkraj XIX. ili početkom XX. stoljeća.

### Razvoj novih kalibara
Unatoč tome što je već početkom XX. stoljeća u većini razvijenih zemalja ustaljen broj standardiziranih kalibara (kako pištoljskih i revolverskih tako i puščanih), u naoružanju njihovih oružanih snaga, eksperimentiranje na daljnjem razvoju streljiva da bi se dobile najbolje balističke odlike uz optimalnu ubojitost ili zaustavnu moć, nije prestalo. To je dovelo do iznimno velikog broja različitih kalibara i vrsta metaka, čemu je dodatno pogodovala popularnost i raširenost lova (osobito lova na tropsku divljač) na početku XX. stoljeća. Upravo je lovačko oružje dodatno pridonijelo stvaranju velikog broja različitog streljiva, što nije završeno ni do današnjih dana, iako je već u velikom broju primjera odavno izgubilo svrhu (bolje rečeno, postalo je svrha samom sebi). Ekstremni je primjerak oružje i streljivo u kalibru .700 Nitro Express.  

## Vanjske poveznice
- Minsko-eksplozivna sredstva Hrvatska tehnička enciklopedija, portal hrvatske tehničke baštine. LZMK

- RAME UZ RAME - Hrvatski vojnik